# Roberto Muzzi
Roberto Muzzi (* 21. září 1971) je italský fotbalový trenér a bývalý fotbalista. Od léta 2017 do března 2018 pracoval jako asistent trenéra Stramaccioniho v pražské Spartě.

## Klubová kariéra
Muzzi začal svoji kariéru v AS Řím, v Serii A debutoval 11. února 1990 proti Interu. V následující sezoně pomohl AS k vítězství v Coppa Italia a k postupu do finále Poháru UEFA, kde prohráli s Interem. V listopadu 1993 odešel na roční hostování do druholigového AC Pisa 1909. Po návratu do Říma byl prodán do Cagliari. S Cagliari zažil pád do druhé ligy i návrat do první ligy, hrál zde 4 roky, odehrál 144 zápasů, vstřelil 48 gólů (31 v Serii A a 17 v Serii B). Během sezony 1999/2000 přestoupil do Udinese Calcio, se kterým v roce 2000 vyhrál Pohár Intertoto. V sezoně 2003/04 přestoupil do Lazia, které ve vyrovaném ročníku 2004/2005 zachránil od sestupu. V září 2005 přestoupil do druholigového Turína, kterému pomohl k postupu do nejvyšší soutěže. V září 2006 (ve věku 35 let) podepsal dvouletou smlouvu s třetiligovou Padovou, v říjnu 2008 ukončil kariéru.

## Trenérská kariéra
Po konci hráčské kariéry začal v roce 2009 pracovat jako trenér mládeže v AS Řím a na různých pozicích sloužil v klubu až do roku 2015. Poté se stal asistentem trenéra Andrey Stramaccioniho u řeckého Panathinaikosu. Spolu s trenérem Stramaccionim převzal v květnu 2017 pražskou Spartu. Angažmá ve Spartě ale nebylo vydařené, nově přivedené posily nedokázaly tým pozvednout a po nevydařeném vstupu do kalendářního roku 2018, kdy byla Sparta na 5. místě ligové tabulky, dostal trenérský tým výpověď. V roce 2019 byl jmenován asistentem Aurelia Andreazzoliho u Empoli FC a poté i u Janova. V listopadu 2019 se stal hlavním koučem Empoli, ale po 9 zápasech, kdy tým získal pouhých 7 bodů za 1 výhru a 4 remízy, byl propuštěn.